# Элюар, Фаусто де
Фаусто де Элюар (исп. Fausto de Elhuyar; 11 октября 1755[…], Логроньо — 6 февраля 1833, Мадрид — испанский и мексиканский минералог и химик баскского происхождения, брат химика Хуана Хосе де Элюара, первооткрыватель вольфрама (совместно с братом и параллельно со шведским химиком Карлом Шееле).

## Биография
Родился в 1755 году в городке Логроньо в испанской провинция Ла-Риоха, в семье французских басков, уроженцев города Аспаррена. В 1773—1777 годах вместе с братом изучал в Париже медицину, естественные и точные науки. После этого вернулся в Испанию. Занимался в основном минералогией. Преподавал эту дисциплину в Дворянской семинарии Вергары, созданной группой баскских интеллектуалов в рамках курса на развитие просвещения в баскской среде. Опубликовал множество статей по минералогии, вёл обширную научную переписку, считался современниками одним из крупнейших европейских минерологов своего времени. Помимо собственного брата, он активно сотрудничал с химиками Франсуа Шавано и Жозефом Луи Прустом, которые работали в то время: первый — также в Вергаре, а второй — в Сеговии.
В 1780 году в Вергаре, вместе с Шавано, Элюар изучал способы очистки платины от примесей. В том же 1780 году (по другим данным, в 1783) вместе с братом  получил из привезённого из Саксонии (из Рудных гор) образца минерала вольфрамита растворимой в аммиаке жёлтой окиси нового металла, а затем и самого металла, получившего название вольфрам. Параллельно, в Швеции Карл Шееле в 1781 году приблизился к тому же результату, обрабатывая азотной кислотой минерал, в дальнейшем получивший его имя (шеелит), в результате чего получил триоксид вольфрама WO3. Тем не менее, приоритет в выделении чистого вольфрама остался за братьями Элюар.
В 1783 году Фаусто де Элюар предпринял путешествие по Европе, посетив крупнейшие образовательные центры в сфере металлургии и горного дела. Он читал лекции и обменивался опытом с коллегами в Горной школе Фрайберга в Германии и Уппсальском университете в Швеции, где встретился с Шееле.
По возвращении в Испанию (1785), уже в следующем году был назначен директором Рудного департамента в Мадриде. В 1786—1788 годах снова предпринял путешествие по Европе, в ходе которого, в частности, изучил предложенный Борном метод очистки серебра. Во время этой поездки, он также женился на женщине по имени Джоан Рааб. Их свадьба состоялась в 1787 году в Вене.
В дальнейшем, эмигрировал в Новый Свет и 33 года прожил в городе Мехико, который тогда являлся центром испанской колони Новая Испания, где возглавил только что созданную королевским указом Горную школу Мехико. Как первый директор Горной школы, Элюар добился строительства для неё роскошного здания, которое было завершено только в 1813 году и доныне украшает центр города. Он также запомнился тем, что посещал Королевские (казённые) рудники в различных местах в Мексике (тогдашней Новой Испании) и внёс ряд предложений по рационализации их работы. Во время путешествия Александра фон Гумбольдта в Мексику, Элюар был его частым собеседником и снабдил множеством данных о горном деле в крае, которые Гумбольдт включил в свои труды.
Элюар не поддержал провозглашения Мексикой независимости от Испании, и вернулся на родину, где был в 1822 году назначен министром горнодобывающей промышленности в 1822 году. Выйдя по старости в отставку с поста министра, он снова принял более скромную должность директора Рудного департамента. Не прекращал Элюар и научных занятий химией. Скончался в Мадриде в 1833 году.